# Ngựa nông trại Úc
Ngựa nông trại Úc là một giống ngựa đã được đặc biệt lai tạo cho các điều kiện của Úc. Nó là một giống ngựa khỏe mạnh nổi bật về độ bền, sự nhanh nhẹn và tính khí tốt. Tổ tiên của giống ngựa này có nguồn gốc từ châu Âu, châu Phi và châu Á. Nó được sử dụng ngày nay trong nhiều lĩnh vực khác nhau, và vẫn được coi là một con ngựa làm việc của trong nông trại trên khắp nước Úc.

## Lịch sử
Nguồn gốc của Ngựa nông trại Úc bắt đầu sớm nhất có thể từ thời điểm nhập khẩu chín con ngựa đến Úc, với sự xuất hiện của Hạm đội Đầu tiên tại Vịnh Botany vào tháng 1 năm 1788. Một số giống ngựa nguyên thủy trong các loài nhập khẩu ban đầu này bao gồm Ngựa Thoroughbred, Ngựa Mũi Hảo Vọng (phần lớn là ngựa Barb và ngựa Tây Ban Nha), Ngựa Ả Rập, Ngựa Timor và Ngựa núi Welsh.
Ngựa tại Úc được nuôi dưỡng vì sức chịu đựng và sức mạnh của chúng, với những động vật yếu hơn bị tiêu hủy và chỉ có con mạnh nhất được phép sinh sản. Vào những năm 1830, các con ngựa giống Thoroughbreds bổ sung đã được nhập khẩu vào Úc để cải thiện các chủng địa phương, và giữa thế kỷ 20 đã thấy được truyền từ Ngựa Quater.
Ngựa nông trại Úc và ngựa Waler có nguồn gốc tương tự với nhau, mặc dù ngày nay chúng là những giống riêng biệt. Các "trạm ngựa" đã được tổ tiên của cả hai giống đã được sử dụng bởi quân đội Úc trong Chiến tranh thế giới thứ nhất và nổi tiếng với độ dẻo dai và sức chịu đựng.